# نادي الاتحاد (ليبيا)
نادي الاتحاد الليبي الرياضي هو نادي رياضي ثقافي اجتماعي ليبي، مقرهُ العاصمة الليبية، طرابلس، تأسس في 29 يوليو عام 1944، ولديه أكبر عدد من البطولات المحلية ويقع مبنى النادي حاليا في منطقة باب بن غشير. حصل على بطولة الدوري الليبي الممتاز ثمانية عشر مرة وكأس ليبيا سبعة مرات وكأس السوبر الليبي احدى عشر مرة في تاريخه، وكأس الاتحاد الليبي مرة واحدة وهو أول نادي ليبي مثَّلَ كرة القدم الليبية في البطولات الأفريقية حين شارك سنة 1967 ميلادية ووصل للدور الربع نهائي ولكنه انسحب وقتها.
ترمز الحلقات الثلاثة الموجودة في شعار نادي الاتحاد إلى اتحاد ثلاثة فرق . إضيف لشعار نجمة في عام 2003 بعد الفوز بلقب الدوري العاشر للنادي.

## تاريخ
تأسس نادي الاتحاد الرياضي بطرابلس يوم السبت الموافق 29 يوليو 1944 ميلادية إثر اِندماج فريق الشباب لكرة القدم التابع للنادي الأدبي مع نادي النهضة. وكان الفريق العربي الوحيد في طرابلس الذي يزاول النشاط الرياضي، واستطاع أن يحقق في تلك الفترة الكثير من الانتصارات على فرق الجيش البريطاني والفرق الإيطالية، وفرق الأسرى الألمان، وكان الفريق الوحيد الذي يرفع اسم ليبيا في طرابلس[بحاجة لمصدر]، وتلتف حوله الجماهير الرياضية وكان له دور في دعم الثوار الجزائريين وكان قادة الثورة الجزائرية يلتقون بشباب النادي ومن أبرزهم أول رئيس للجزائر أحمد بن بلة،[بحاجة لمصدر] واستطاع أن يحقق البطولات من سنة 1944.
جاء في قرار التأسيس: «نظرا لتوحيد الجهود ولصالح الرياضة رأت كل من هيئتي نادي النهضة وفريق الشباب أنه من المستحسن توحيد القسمين تحت اسم جديد، نادي الاتحاد الرياضي» فعقدت جلسة يوم 29 يوليو سنة 1944 ميلادية الموافق 7 شعبان 1363 هجرية، عند الساعة الثامنة مساء بعمارة الأوقاف وشؤون الإسلام وقد حضرها كل من هيئتي نادي النهضة وفريق الشباب ولم يتغيب عن الجلسة سوى الطاهر قنابة وصلاح الدين كعبار من أعضاء النهضة وذلك لانتخاب الهيئة الجديدة للنادي الجديد.
يعتبر أقدم الأندية في ليبيا. تأسس إثر اندماج فريق الشباب لكرة القدم التابع للنادى الأدبي مع نادى النهضة تحت اسم الاتحـاد عندالساعة الثامنة من يوم السبت 29/يوليو/1944. تأسس نادى الاتحاد بهدف توحيد جهود الشباب العربي الليبى الذي كان يتحدى جبروت الإدارة العسكرية البريطانية وأيضاً ليؤكد وحدة وتلاحم أبناء هذا الوطن ضد الدخيل الذي فتح المجال واسعاً أمام الفرق الأجنبية.
كان له دور واضح في الكفاح الوطني ضد الوجود الاستعماري في بلادنا آنذاك. ونشير هنا إلى أن النادي قد أُغلق مقره أسبوعين متتاليين من قبل الإدارة العسكرية البريطانية خلال الشهر الثالث لتأسيسه وذلك للمساهمة الفعالة التي أبداها أعضاء النادي في الإضراب الذي شنه المعلمون وبقية أفراد الشعب احتجاجا على أعمال القتل والإرهاب التي كانت تمارسها سلطات الاستعمار البريطاني آنذاك ضد أبناء الشعب العربي الليبي. فمن نادى الاتحاد الرياضى الثقافى الاجتماعى خرجت المظاهرة الشعبية في سنوات 1948-1949 وتدعو إلى الحرية والاستقلال وتحريض الجماهير ضد الاستعمار البريطانى، وأُسقط مشروع بيفن سفوزا.
وحين كانت الإدارة البريطانية تقوم بإقفال حزب المؤتمر الوطني وقتَئذٍ كان نادى الاتحاد يحل محل هذا الحزب في تنظيم المظاهرات الوطنية الشعبية الغاضبة وكان نادى الاتحاد يأوى العشرات من الشباب الذين كانت الشرطة تلاحقهم بالأسلحة والقنابل المسيله للدموع أثناء المظاهرات. وقد اِحتضن نادى الاتحاد زعامات المؤتمر الوطني بقيادة المناضل الكبير بشير السعداوي الذي اتخذ من نادي الاتحاد مقراً له.
أول هدف لنادى الاتحاد في التاريخ سجله اللاعب مسعود الزنتوتى في أول مباراة للفـريق وصاحب أول وسام أولمبي يعطى لشخصية ريـاضية عـربية وأفريقية باعتباره المؤسس للحركة الرياضية الأولمبية في ليبيا.
أول من تولى رئاسة الاتحاد هو محمد الكريو، أما أول تشكيله للاتحاد مصطفى الزنتوتى وعبد السلام كريم وإبراهيم كفاله وعبد المجيدالمحجوب وسالم شرميط وسالم بن حسين وعبدا لله بوقرين وسالم قشاش، محمود أبوهديمة وأحمد الطويل ومحمد الزنتوتى وعثمان بيزان ومسعود الزنتوتى وعلى الزنتوتى ومصطفى البولاقى.

## تشكيلة الفريق
آخر تحديث 26 يناير 2021.
ملاحظة: تشير الأعلام إلى المنتخب بحسب قواعد الأهلية المعتمدة من قبل الفيفا؛ تنطبق بعض الاستثناءات المحدودة. وقد يحمل اللاعبون أكثر من جنسية لا تعترف بها الفيفا.
| الرقم | البلد | المركز | اللاعب             |
| ----- | ----- | ------ | ------------------ |
| -     | ليبيا | حارس   | ياسين عبود         |
| -     | ليبيا | حارس   | محمد أبو خرس       |
| -     | ليبيا | حارس   | معاذ اللافي        |
| -     | ليبيا | مدافع  | عبد العزيز علي     |
| -     | ليبيا | مدافع  | بشير الكرامي       |
| -     | ليبيا | مدافع  | سند علي            |
| 24    | ليبيا | مدافع  | ناجي دراء          |
| -     | ليبيا | مدافع  | عبد الرحيم التريكي |
| -     | ليبيا | مدافع  | شالا فكرون         |
| -     | ليبيا | مدافع  | الفريد انغوما      |
| -     | ليبيا | وسط    | عبد المالك عابد    |
| -     | ليبيا | وسط    | حسن أكريم          |
| -     | ليبيا | وسط    | مؤيد الجريتلي      |
| -     | ليبيا | وسط    | ربيع شادي          |

| الرقم | البلد | المركز | اللاعب             |
| ----- | ----- | ------ | ------------------ |
| -     | ليبيا | وسط    | مروان السووي       |
| -     | ليبيا | وسط    | المهدي محمد الهوني |
| -     | ليبيا | وسط    | طلال فرحات         |
| -     | ليبيا | وسط    | جعفر جبودة         |
| -     | ليبيا | وسط    | علي منصور          |
| -     | ليبيا | وسط    | يوسف الجبالي       |
| -     | ليبيا | وسط    | عمر الخوجة         |
| -     | ليبيا | وسط    | محمد عاشور         |
| -     | ليبيا | وسط    | معاذ عيسى          |
| -     | ليبيا | وسط    | علي محمد           |
| -     | ليبيا | وسط    | عمران صالح         |
| -     | ليبيا | وسط    | جهاد شلدون         |
| -     | ليبيا | وسط    | محمد زوبيا         |

## الألقاب والإنجازات
الدوري الليبي الممتاز
- البطل (18 مرة):2022 2021-22، 2020-21، 2009-10، 2008-09، 2007-08، 2006-07، 2005-06، 2004-05، 2002-03، 1990-91، 1989-90، 1988-89، 1987-88، 1985-86، 1968-69، 1965-66، 1964-65.[5]

كأس ليبيا
- البطل (7 مرات): 2017-18، 2008-09، 2006-07، 2004-05، 2003-04، 1998-99، 1991-92.[5]

كأس السوبر الليبي
- البطل (11 مرة) ,2022،[6] 2010، 2009، 2008، 2007، 2006، 2005، 2004، 2003، 2002، 1999. [5]

كأس الإتحاد الليبي
- البطل (مرة واحدة): 2008-09.[7]

## سجل المشاركات
- دوري ابطال العرب (4 مرات): ، 2008، 2007، 2006، 2005، .[8]

- دوري أبطال إفريقيا (4 مرات): ، 2022، ، 2009، 2008، ، 2006، .[8]
- كأس الكونفدرالية الإفريقية (5 مرة): 2022، ، ، ، 2018، ، 2015، ، 2010، 2008، 2005.[8]
- الكأس المغاربية للأندية البطلة (مرة واحدة): 1970.[8]
- كأس الكؤوس الإفريقية (مرة واحدة): 2000.[8]
- كأس شمال أفريقيا للأندية البطلة (3 مرات): 2010، 2009، 2008.[8]

## الطاقم الإداري

### المدربون
- حمدي بطاوّ (2024-2025)[9]
- سيمين اوسينوسكى (أغسطس 1998 – نوفمبر 1998)
- جوزيبي دوسينا (2002–03)
- إيوان مولدوفان (2005–06)
- برانكو سميليانيتش (يوليو 2006 – يونيو 8)
- ستيفانو كوزين (ديسمبر 2008 – يونيو 9)
- ميودراغ جيسيتش (يوليو 2009 – مايو 10)
- أنور سلامة (مايو 2010 – أكتوبر 10)
- بالتيمار بريتو (2010–11)
- ماركوس باكيتا (2011–12)
- جوزيه لويس فيديغال (2012–13)
- بالتيمار بريتو (2013–14)

## المنشئات والمرافق الرياضية
ملعب طرابلس ( ملعب 11 يونيو)
يبعد الملعب عن وسط طرابلس 6 كم، وهو واحد من أكبر الملاعب الموجودة في العالم بقدرة استيعابية تقدر ب 80,000 متفرج، وهو ملعب متعدد الاستعمالات ولكن يُستعمل حاليًا لإجراء معظم مباريات الدوري الليبي لكرة القدم وكذلك لإجراء المباريات الدولية للمنتخب الليبي لكرة القدم ويحتوي هذا الملعب على مضمار لألعاب القوى. وسبق أن استضاف نهائي كأس أفريقيا عام 1982 بين ليبيا وغانا، وقد تم تسمية الملعب باسم 11 يونيو لأن هذا التاريخ يصادف ذكرى إجلاء القوات الأمريكية من أرض ليبيا عام 1970. بدأ العمل في بناء في هذا الملعب سنة 1963 وتم افتتاحه عام 1970. وهو الملعب الرسمي الذي يلعب عليه نادي الاتحاد مبارياته. ويتشارك الملعب مع أندية أهلي طرابلس والمدينة. يملك النادي الملعب البلدي، الذي يتسع 5000 متفرج، يقع الملعب في وسط طرابلس. ويستخدم الملعب حاليًا للتدريب.

## الأنشطة الرياضية الأخرى
لدى نادي الاتحاد العديد من الفرق الأخرى في رياضات مختلفة مثل كرة اليد وكرة السلة وكرة الطائرة وهذه الفرق تنافس في بطولات ليبيا وتحصلت على العديد من الألقاب.
كرة اليد
حقق فريق الاتحاد لكرة اليد الألقاب التالية:
- بطولة طرابلس 4 مرات
- بطولة ليبيا مواسم 78/79,81/82، 82/83,83/84,2001/2002,2002/ 2003 2003/ 2004
- كأس ليبيا موسم 76/77، 2001/2002،2002/2003، 2004/2005
- كأس كؤوس أبطال كرة اليد سنة 2001.

أفضل مدربى الاتحاد في كرة اليد: رشيد الترهوني، الدكتور. خميس دربي مع ملاحظة أن هذا المدرب تحصل على أخر بطولة مع الفريق سنة 1983 كلاعب وتحصل مع فريق الاتحاد على بطولة ليبيا كمدرب سنة 2002.
أفضل المباريات: كانت أمام دارنس سنة 1977 على كأس ليبيا وأمام الأهلي سنة 1979 على نهائي بطولة ليبيا وأمام النجمة في نهائي الدوري سنة 2002.
أبرز لاعبى كرة اليد في نادى الاتحاد: عبد الواحد العالم، وخميس دربي، وعياد مفتاح، والهادي الفزاني، وسالم الزير، ويوسف حمودة، وعلي عكش، وصلاح امبيه، والشيباني والجالي وعبد السلام الحراري، وناصر وخالد العجمي، وطارق القبلاوي، وعبد الله العريفي، وعبد السلام أبوكراع، وناصر رمضان، وكاظم ناصر عراقي وأسامة بركة، وعلي عبيبي، وفتحي المبروك، وفاتح حدود، وشكري العلواني وخليل عنقاق من الجزائر.
كرة الطائرة
حقق فريق الاتحاد للكرة الطائرة الألقاب التالية:
- بطولة طرابلس 6 مرات
- بطولة ليبيا موسم 1977-1978
- الكأس موسم 1976-1977
- الكأس الشاطئية للعام 2001-2002
- كأس سلطة الشعب 2003.

أفضل مدربى الاتحاد في الكرة الطائرة: محمد الذيب، ويعلي فطيس.
أفضل مباريات: تعتبر المباراة النهائية لبطولة ليبيا أمام الهلال سنة 1978، من أجمل المباريات والكثير من المباريات الأخرى أمام الوحدة والأهل ومباراة الكأس الأخيرة أمام الحياد بمصراته سنة 2002.
أفضل لاعبي الاتحاد في كرة الطائرة: عمر نصر، والبغدادي ديوب، وعبدا لله بوشاقور، وأحمد الفقي، وسالم الشيباني، وسالم المصراتي، ويوسف عنان، ومحمد صولة، وعصام الهادي، ومحمد دخيلة، وتوفيق الأسود، وهشام، وعز الدين رحيله، وعبد السلام، وأحمد فرج، وعوض موسى، ونوري المنصوري، وعبد الله عابد، ونبيل سمياتي من الجزائر.

## روابط خارجية
- الموقع الرسمي للنادى
- معرض صور الاتحاد
- معلومات النادي على Goalzz.com
- موقع كووورة - منتديات كرة القدم الليبية (بالعربية)
- معرض صور الاتحاد علي فيلكر